# Gžel' (danza)
Il Teatro accademico di danza statale di Mosca "Gžel'" (in russo Московский государственный академический театр танца «Гжель»?) è una compagnia di balletto, fondata a Mosca nel 1988. Il teatro è gestito dal Dipartimento di Cultura di Mosca, e conta oltre 50 artisti nel suo staff.

## Storia
La compagnia è stata fondata nel settembre 1988. Nel 1993 gli è stato assegnato lo status di "Teatro Statale". L'anno seguente è stato creato nella struttura dell'Accademia statale di cultura slava l'istituto di danza affiliato alla compagnia.
Nel 1999, per ordine del ministero della cultura della Russia, al teatro è stato assegnato il titolo di "accademico"
Nel 2003 il comitato per la cultura della città di Mosca ha istituito la Scuola coreografica di Mosca presso il teatro Gžel'.
Nel 2008, gli artisti della compagnia hanno partecipato al concerto di gala “Per la gloria della danza russa”, dedicato al centesimo compleanno di T. A. Ustinova  e alla presentazione dell'Eurovision Song Contest di Mosca. Inoltre hanno partecipato all'inaugurazione dei XXII Giochi Olimpici Invernali di Sochi , al programma culturale del Summit BRICS 2017 in Cina, all'apertura del Gran Premio di Russia di Formula 1. La compagnia ha inoltre preso parte al XVII Festival di arte russa a Cannes.

### Scuola coreografica e istituto coreografico
La scuola coreografica del teatro Gžel' è stata creata dal comitato per la cultura della città di Mosca nel 2003. I bambini di età compresa tra 9 e 10 anni possono essere ammessi agli studi, che hanno una durata di 7 anni e 10 mesi. Gli alunni ricevono una formazione professionale nella specialità "arte del balletto", e i laureati ottengono la qualifica di "ballerino".
L'istituto di danza per la formazione di coreografi, insegnanti e critici e teorici nel campo della danza classica e popolare è stato creato nella struttura dell'Accademia Statale di Cultura Slava nel 1994. La formazione è condotta nelle specialità di "pedagogia del balletto" e "arte coreografica".

## Concorso "Platform of Folk Dance"

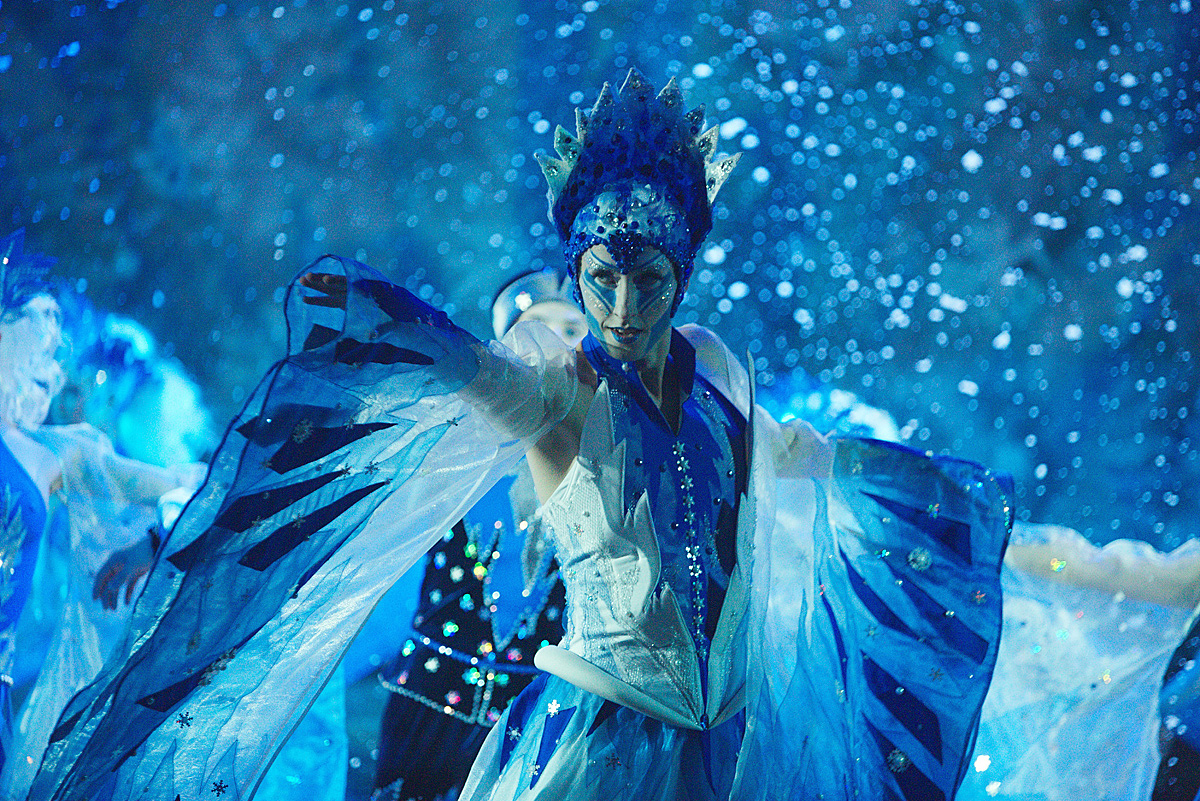
Spettacolo "Snow Queen"

Nel novembre 2017, presso il teatro Gžel', si è tenuto il primo concorso di coreografia russa "Platform of Folk Dance", organizzato da il ministero della cultura della Federazione Russa, il dipartimento dellacultura di Mosca, la Casa di arte popolare russa statale "V. D. Polenova" e il Teatro Accademico di Danza Statale di Mosca "Gzhel" con il sostegno della Fondazione "Tikhon Khrennikov" a sostegno della cultura musicale.
Il concorso si svolge al fine di preservare e sviluppare le ricche tradizioni di danza folkloristica, attrarre giovani coreografi per creare nuovi stili coreografici, e per determinare le prospettive di sviluppo di questo genere nel nuovo millennio.
I vincitori del primo concorso "Platform of Folk Dance" sono stati: Alexei Nikitin (Cherepovets), Alexandra Shmelyova (Lyubertsy) e Abdurasul Yesekeyev (Astana, Kazakistan).

## Premi
- Ordine "Servire l'Arte" dell'ente pubblico di beneficenza "Good People of the World" (2005).
- Vincitore del concorso "National Treasure" (Mosca, 2008).
- Vincitore dell'VIII International Christmas Art Festival (2009).
- Vincitore del premio "Silver Knight" (2011).
- Vincitore del VI festival-concorso di danza popolare russa "O. N. Knyazeva" (2013).
- Premio Città di Mosca
- II Festival Nazionale di Arte Popolare "Danza Slava", 2014 [3]